# Serin d'Ankober
Crithagra ankoberensis
Espèce
Statut de conservation UICN

 VU B1ab(iii) : Vulnérable
Synonymes
- Serinus ankoberensis

Le Serin d'Ankober (Crithagra ankoberensis) est une espèce de passereaux de la famille des Fringillidae.

## Distribution
Découverte sur une petite aire de moins de 5 km² située à 3 km au nord d’Ankober, province du Choa, centre de l’Éthiopie (Ash 1979), l’espèce a, depuis, été observée sur de nombreux autres sites du même secteur : Mabrate, Goshmeda, Gemmasa Gedel, Ememhiret, Mussolini Tunnel et Kundi, Deneda Wereda, entre Wekelo et Lemi, Debre Sina, Debre Birhan, Koreta, réserve de Guassa. Elle a aussi été observée dans une localité située à plus de 400 km au nord-ouest : Chennek Camp et Bhawit dans le parc national du Simien, région de Gondar, province d’Amhara (Ottaviani 2011).

## Taxonomie, phylogénie
Ottaviani (2011) ne peut souscrire à l’opinion de Fry & Keith (2004) d’inclure Serinus ankoberensis dans le genre Carduelis sur la base de la forme du bec et de considérer cette espèce semblant former un chaînon entre Serinus et Carduelis. Selon Fry & Keith (2004), ankoberensis se distingue de tous les serins par son bec allongé (de type linotte mélodieuse) et sans renflement latéral. Dorst (1971) avait bien montré que la forme du bec, purement adaptative, est totalement inutilisable pour la classification. Ottaviani (2011) ajoute qu’ankoberensis ne présente pas la pigmentation jaune du plumage et la barre alaire jaune, si caractéristiques de Carduelis (tarins, verdiers, chardonnerets), ni même la pigmentation rouge du plumage et la barre alaire blanche des autres Carduelis (linottes, sizerins). Quant au lien entre Serinus et Carduelis, il est beaucoup mieux représenté par le linurge loriot Linurgus olivaceus comme l’ont montré les études génétiques d’Arnaiz-Villena et al. (2007).

## Découverte
Cette espèce fut découverte en 1976 par John Ash sur les hauts plateaux de l’Éthiopie centrale. Son récit commence à dater mais les informations qu’il contient restent intéressantes, il rapportait : « Le 19 novembre 1976, je découvris un groupe de 14 petits oiseaux avec un bec de type Acanthis le long d’une paroi rocheuse au sommet d’un escarpement situé à 3 km à l’ouest d’Ankober. Alors que je les observais depuis 45 minutes, j’envisageai la présence d’une nouvelle espèce car les oiseaux m’étaient inconnus. Cette opinion fut partagée par J. Farrand et G. E. Watson qui, d’après mes croquis et mes notes, supposaient aussi l’existence d’une espèce jusqu’alors inconnue. Il ne s’agissait ni du serin du Yémen S. menachensis avec lequel j’avais eu une expérience de terrain au Yémen (bec plus conique), ni du serin de Reichard S. reichardi (bec et taille plus forts, sourcil apparent). Puis j’obtins de l’Ethiopian Wildlife and Conservation Organization l’autorisation de collecter deux spécimens pour étude… » (Ash 1979).

## Habitat
Le serin d’Ankober vit et se reproduit entre 2980 et 3200 m d’altitude sur des escarpements morcelés et accidentés à végétation rabougrie d’arbrisseaux, d’arbustes, d’herbages et de buissons. Il passe le plus clair de son temps sur des rocailles, des pierriers et autres protrusions rocheuses (Ash 1979). Shimelis (1999) a fait des observations dans la région de Koreta dans la réserve de Guassa. Il décrit des escarpements de haute altitude (3000-4250 m), nuageux et venteux, pourvus de parois rocheuses verticales, alternant avec des pentes tapissées d’une végétation basse et des talus de terre nue. Des parcelles d’orge cultivées en terrasses, des chaumes, des roches, des arbrisseaux rabougris, des herbages et des formations d’Erica arborea complètent l’habitat.

## Alimentation
Les gésiers de deux oiseaux collectés par John Ash (1979) contenaient du gravier et des graines de Rumex bequaetii et de Sida ternata. Une autre plante a été répertoriée par Ottaviani (2011), photo à l’appui : une astéracée, probablement du genre Osteospermum.

## Nidification
Ash (1979) a bien décrit la nidification : « Le 27 février 1977 quand je dérangeai un couple apparié, la femelle s’envola vers une paroi rocheuse verticale où elle s’accrocha puis agita les ailes. Assitôt le mâle arriva et l’accouplement se produisit. Alors qu’il se baignait ou chantait au sommet d’un rocher, la femelle collectait des radicelles sèches. Le site de nidification était remarquable car la coupe était placée au fond d’une galerie verticale de 20 cm de hauteur placée sous le promontoire d’une berge à 3 m du sol. Le nid était composé de fines radicelles avec un revêtement intérieur de poils d’animaux et même un fil de laine vert vif de 15 cm. Les trois œufs étaient blancs immaculés. Cette espèce semble se reproduire à n’importe quelle période après des pluies. »

## Menaces, statut
Depuis 1977, le site d’Ankober a connu une forte augmentation de l’activité humaine comme l’agriculture et le surpâturage. Mais elle ne semble pas causer de dommage à l’espèce à moins que, sur le long terme, elle occasionne érosion et destruction des talus en terrasses où nichent les oiseaux. La réserve de Guassa  est menacée par la fragmentation de l’habitat, le développement de l’agriculture, l’introduction de plantes étrangères comme l’eucalyptus Eucalyptus globulus et le cyprès Cupressus lucitanica, la déforestation et l’élevage des moutons (Shimelis 1999). Fry & Keith (2004) concluent que ce serin de très haute altitude est localement abondant et peut même être assez abondant. BirdLife International (2010) classe l’espèce comme vulnérable en raison des menaces évoquées ci-dessus tout en lui reconnaissant une certaine protection du fait du caractère accidenté de l’habitat le rendant peu accessible à l’homme.

## Mesures de conservation
Le parc national du Simien offre une bonne protection à l’espèce et la réserve de Guassa (100 km²) est gérée par une communauté locale qui contrôle à la fois le pâturage du bétail et le temps de repousse des herbages. En matière de mesures à prendre, il convient de mener des études de terrain afin de déterminer la répartition complète de l’espèce, l’importance des populations et donc l’orientation de la protection. La gestion des forêts, des sols et des eaux de ruissellement doivent aussi faire l’objet d’un programme de suivi (BirdLife International 2010).